# 奥尔巴尼亚
奥尔巴尼亚（法語：Orbagna，法語發音：[ɔʁbaɲa]）是法国汝拉省的一个旧市镇，位于该省西部偏南，属于隆斯勒索涅区。2019年，奥尔巴尼亚与市镇博福尔合并为新市镇博福尔-奥尔巴尼亚。

## 地理
奥尔巴尼亚（46°34'53"N, 5°27'4"E）面积4.11 平方千米，位于法国勃艮第-弗朗什-孔泰大區汝拉省，该省份为法国东部内陆省份，北起上索恩省，西北接科多尔省，西临索恩-卢瓦尔省，南至安省，东与杜省和瑞士接壤。
与奥尔巴尼亚接壤的市镇（或旧市镇、城区）包括：韦尔西亚、博福尔、罗赛、罗塔利耶。

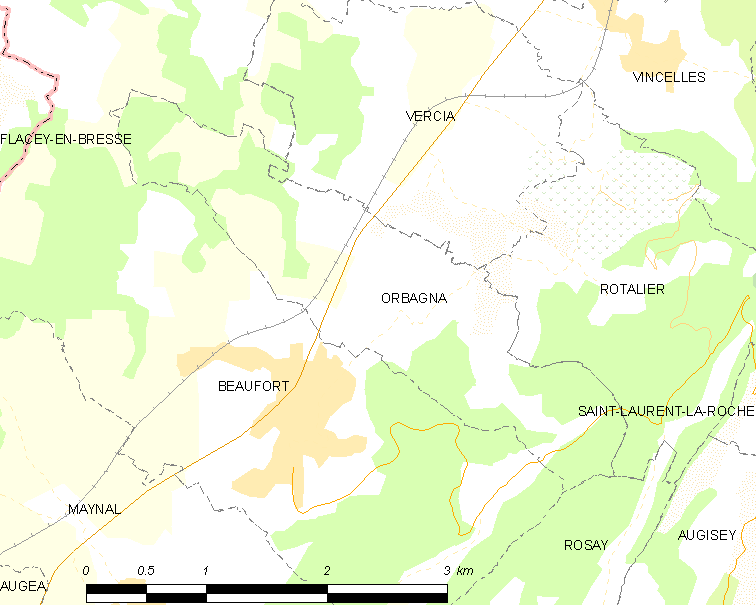
奥尔巴尼亚的OSM定位图

奥尔巴尼亚的时区为UTC+01:00、UTC+02:00（夏令时）。

## 行政
奥尔巴尼亚的邮政编码为39190，INSEE市镇编码为39395。

## 政治
奥尔巴尼亚所属的省级选区为圣阿穆尔县。

## 人口

1962-2008年间奥尔巴尼亚人口变化图示

奥尔巴尼亚于2018年1月1日时的人口数量为240人。